# Parastenella magnoliae
Parastenella magnoliae är en svampart som först beskrevs av Weedon, och fick sitt nu gällande namn av J.C. David 1991. Parastenella magnoliae ingår i släktet Parastenella, divisionen sporsäcksvampar och riket svampar.   Inga underarter finns listade i Catalogue of Life.